# Metamizol
Metamizol (łac. metamizolum) – wielofunkcyjny organiczny związek chemiczny stosowany jako lek przeciwbólowy. Ma budowę chemiczną zbliżoną do aminofenazonu.
Po raz pierwszy został otrzymany w niemieckiej firmie Hoechst w 1920 roku, a do masowej produkcji trafił dwa lata później. Był dostępny bez recepty do lat 70. XX wieku, gdy odkryto związane z nim ryzyko agranulocytozy – bardzo niebezpiecznej i potencjalnie śmiertelnej choroby krwi. Nie ma konsensusu co do poziomu ryzyka. W wielu krajach metamizol został albo wycofany całkowicie, albo ograniczono jego dostępność.

## Właściwości
Łatwo rozpuszcza się w wodzie. Ma stosunkowo słabe działanie przeciwzapalne, a silne (jednak słabsze od aminofenazonu) przeciwgorączkowe i przeciwbólowe. Dodatkowo wykazuje niewielkie działanie uspokajające i zwiotczające dla mięśni gładkich. Mechanizm jego działania polega na hamowaniu aktywności enzymu – cyklooksygenazy w ośrodkowym układzie nerwowym.

## Stosowanie
U dorosłych podawany jest w dawkach od 0,5 grama do 1 grama. Może być stosowany doustnie, domięśniowo, dożylnie, a także w postaci czopków doodbytniczych. Przy typowej dawce 0,5 grama działanie przeciwbólowe utrzymuje się przez około 4 godziny.

## Działania niepożądane
Długotrwałe podawanie może wywołać leukopenię, agranulocytozę, uszkodzenie wątroby i nerek. Możliwe jest uszkodzenie układu krwionośnego  mogą wystąpić również zaburzenia pokarmowe, zmiany skórne. Sporadycznie u osób nadwrażliwych na ten lek może występować wstrząs po podaniu dożylnym.

### Ryzyko agranulocytozy
Według komentarzy Anthony’ego Wonga z Uniwersytetu w São Paulo, zamieszczonych w roku 2002 w biuletynie WHO, zapadalność na wywołaną metamizolem agranulocytozę wynosi 0,2–2 przypadków na milion dni użycia na osobę; z czego około 7% jest śmiertelne (zakładając, że wszyscy pacjenci mają dostęp do szybkiej pomocy medycznej).
Opublikowane, również w 2002 roku, wyniki badań przeprowadzonych na północy Szwecji pokazały, że całkowite ryzyko terapii metamizolem w szpitalach i poza nimi jest od 3 do 100 razy większe niż to określone przez Wonga: Przyjmując pewne założenia, włącznie z praktycznie używanymi dawkami, obliczone ryzyko agranulocytozy jest na poziomie jednego na 31 000 pacjentów leczonych metamizolem w szpitalu i jednego na 1400 pacjentów leczonych metamizolem poza szpitalem.

## Preparaty

### Preparaty zarejestrowane w Polsce
W Polsce (stan na sierpień 2024) dostępny jest w postaci preparatów prostych zawierających sól sodową metamizolu bezwodną lub uwodnioną (Axonalgin, Biovetalgin, Dialginum, Injectio Pyralgini Biowet Puławy, MaxAlgina, Metamizol Dr. Max, Metamizol Krka, Metamizol Promedo, Metamizole Kabi, Metamizole Kalceks, Metamizol-SF, Pixalzina, Pyralgin, Pyralgina, Pyralgina MAX, Pyreox, Pyreoxing, Pyretolek, Re-Algin, Xalgin) oraz preparatów złożonych z chlorowodorkiem tiaminy i kofeiną (Benlek), z chlorowodorkiem drotaweryny i kofeiną (Pyralgina Plus, Vemonis Intense, Vemonis Ultra), z bromkiem N-butyloskopolaminy (Spasmalgan compositum, Spasmium comp., Sympagesic), z chlorowodorkiem pitofenonu i bromkiem fenpiweryny (Spasmalgon). Jest również dostępny w postaci preparatu prostego zawierajacego sól magnezową metamizolu (Pyralgina Ból i Gorączka).
W recepturze aptecznej (do wytwarzania leków magistralnych) używany jest pod nazwami metamizolum natricum, pyralginum, novalginum, analginum, novaldinum i innymi.

### Dostępność na świecie
Preparat został wycofany w Australii, Norwegii, Stanach Zjednoczonych, Danii, Szwecji, Litwie, Irlandii, Arabii Saudyjskiej, Malezji, Ghanie, Nepalu, Jemenie, Zimbabwe, Maroku, Armenii, Bahrajnie, Singapurze (lista niekompletna). W wielu innych krajach, w tym Niemczech, Szwajcarii, Hiszpanii, Czechach, Grecji, Włoszech i na Węgrzech, jest dostępny wyłącznie na receptę (z ograniczeniem do określonych wskazań) i stosowany tylko pozajelitowo.